# Український техноленд
Український техноленд — проєкт українського державного політехнічного музею. Музей планувалося розташувати на території шахт «Красний профінтерн» та «Юний комунар» у місті Єнакієве Донецької області. Проєкт політехнічного музею «Український техноленд» розробив благодійний фонд «Пальма Мерцалова».
Мета проєкту — пропагування технічних знань, позакласної шкільної освіти, створення методичного центру мережі технічних музеїв, бібліотек, підприємств, вищих навчальних закладів та інших установ, розвиток вітчизняного туризму, залучення в Україну іноземного туриста, просування національних торгових марок у світі.

## Реалізація ініціативи
Першими співробітниками дирекції політехнічного музею «Український техноленд» стали працівники шахти «Червоний Профінтерн» міста Єнакієве Донецької області, що потрапили під скорочення.
Дирекція політехнічного музею «Український техноленд» була створена Міністерством вугільної промисловості України в особі ДП «Укрвуглеторфреструктуризація» спільно з благодійним фондом «Пальма Мерцалова» напередодні Дня шахтаря.
Дирекція розташована на базі закритих вугільних шахт «Червоний Профінтерн» і «Юний Комунар» в місті Єнакієве. Крім того, Національною академією наук України створена експертна рада музею. Його очолив директор інституту чорної металургії НАН України, академік Вадим Большаков.
9 липня 2008 року група народних депутатів усіх фракцій Верховної Ради України, використовуючи авторську розробку фонду, зареєструвала законопроєкт № 2727 «Про затвердження загальнодержавної програми створення державного політехнічного музею» Український техноленд ".
Проєкт «Український техноленд» обговорювався в 2010 року рамках конференції «Технічні музеї як інструмент збереження історичної спадщини і важливий елемент розвитку світової цивілізації»
У 2011 році 15 квітня в прес-центрі стадіону «Донбас Арена» пройшла прес-конференція, присвячена створенню в м. Єнакієве Українського Техноленду, на якій був представлений проєкт створення в розділі «Авіація» точної копії бомбардувальника першої світової війни «Іллі Муромця». Організатори планували в 2014 році повторити на ньому історичний переліт Санкт-Петербург — Київ — Санкт-Петербург. Організаторами була презентована єдина в світі літаюча модель даного літака (1:30 масштаб).